# Ausztrália a 2011-es úszó-világbajnokságon
Ausztrália a 2011-es úszó-világbajnokságon 97 sportolóval vett részt.

## Érmesek
|    | Nemzet     | Arany | Ezüst | Bronz | Összesen |
| 7. | Ausztrália | 2     | 10    | 4     | 16       |

| Érem      | Név | Sport          | Esemény                            | Dátum      |
| --------- | --- | -------------- | ---------------------------------- | ---------- |
| Aranyérem | James Magnussen Matthew Target Matthew Abood Eamon Sullivan Kyle Richardson James Roberts                             | Úszás          | Férfi 4 × 100 méteres gyorsváltó   | július 24. |
| Aranyérem | James Magnussen | Úszás          | Férfi 100 méteres gyorsúszás       | július 18  |
| Ezüstérem | Alexandra Croak Melissa Wu                                                                                            | Műugrás        | Női 10 méteres szinkronugrás       | július 18. |
| Ezüstérem | Melissa Gorman Ky Hurst Rhys Mainstone                                                                                | Hosszútávúszás | Csapat hosszútávúszás              | július 21. |
| Ezüstérem | Matthew Targett | Úszás          | Férfi 50 méteres pillangóúszás     | július 25. |
| Ezüstérem | Alicia Coutts | Úszás          | Női 100 méteres pillangóúszás      | július 25. |
| Ezüstérem | Alicia Coutts | Úszás          | Női 200 méteres vegyesúszás        | július 25. |
| Ezüstérem | Leisel Jones | Úszás          | Női 100 méteres mellúszás          | július 26. |
| Ezüstérem | Kylie Palmer | Úszás          | Női 200 méteres gyorsúszás         | július 27. |
| Ezüstérem | Bronte Barratt Blair Evans Angie Bainbridge Kylie Palmer Jade Neilsen                                                 | Úszás          | Női 4 × 200 méteres gyorsváltó     | július 28. |
| Ezüstérem | Belinda Hocking | Úszás          | Női 200 méteres hátúszás           | július 30. |
| Ezüstérem | Hayden Stoeckel Brenton Rickard Geoff Huegill James Magnussen Ben Treffers Christian Sprenger Sam Ashby James Roberts | Úszás          | Férfi 4 × 100 méteres vegyes váltó | július 31  |
| Bronzérem | Anabelle Smith Sharleen Stratton                                                                                      | Műugrás        | Női 3 méteres szinkronugrás        | július 16. |
| Bronzérem | Geoff Huegill | Úszás          | Férfi 50 méteres pillangóúszás     | július 25. |
| Bronzérem | Belinda Hocking Leisel Jones Alicia Coutts Merindah Dingjan Stephanie Rice                                            | Úszás          | Női 4 × 100 méteres vegyes váltó   | július 30. |
| Bronzérem | Stephanie Rice | Úszás          | Női 400 méteres vegyesúszás        | július 31. |

## Műugrás
Férfi
| Versenyző    | Esemény                      | Selejtező | Selejtező | Elődöntő          | Elődöntő          | Döntő             | Döntő             |
| Versenyző    | Esemény                      | Pont      | Helyezés  | Pont              | Helyezés          | Pont              | Helyezés          |
| ------------ | ---------------------------- | --------- | --------- | ----------------- | ----------------- | ----------------- | ----------------- |
| Grant Nel    | Férfi 1 méteres műugrás      | 340.85    | 19        |                   |                   | Nem jutott tovább | Nem jutott tovább |
| Grant Nel    | Férfi 3 méteres műugrás      | 383.95    | 27        | Nem jutott tovább | Nem jutott tovább | Nem jutott tovább | Nem jutott tovább |
| James Connor | Férfi 10 méteres toronyugrás | 356.60    | 26        | Nem jutott tovább | Nem jutott tovább | Nem jutott tovább | Nem jutott tovább |

Női
| Versenyző                        | Esemény                      | Selejtező | Selejtező | Elődöntő          | Elődöntő          | Döntő             | Döntő             |
| Versenyző                        | Esemény                      | Pont      | Helyezés  | Pont              | Helyezés          | Pont              | Helyezés          |
| -------------------------------- | ---------------------------- | --------- | --------- | ----------------- | ----------------- | ----------------- | ----------------- |
| Sharleen Stratton                | Női 1 méteres műugrás        | 282.45    | 3 Q       |                   |                   | 281.65            | 7                 |
| Sharleen Stratton                | Női 3 méteres műugrás        | 324.45    | 4 Q       | 327.40            | 8 Q               | 330.75            | 5                 |
| Brittany Broben                  | Női 1 méteres műugrás        | 257.10    | 10 Q      |                   |                   | 267.20            | 11                |
| Brittany Broben                  | Női 10 méteres toronyugrás   | 276.55    | 15 Q      | 263.95            | 17                | Nem jutott tovább | Nem jutott tovább |
| Anabelle Smith                   | Női 3 méteres műugrás        | 256.50    | 28        | Nem jutott tovább | Nem jutott tovább | Nem jutott tovább | Nem jutott tovább |
| Alexandra Croak                  | Női 10 méteres toronyugrás   | 320.50    | 8 Q       | 330.35            | 6 Q               | 337.75            | 7                 |
| Anabelle Smith Sharleen Stratton | Női 3 méteres szinkronugrás  | 285.90    | 5 Q       |                   |                   | 306.90            | Bronzérem         |
| Alexandra Croak Melissa Wu       | Női 10 méteres szinkronugrás | 303.66    | 2 Q       |                   |                   | 325.92            | Ezüstérem         |

## Hosszútávúszás
Férfi
| Versenyző      | Esemény                             | Döntő     | Döntő    |
| Versenyző      | Esemény                             | Idő       | Helyezés |
| -------------- | ----------------------------------- | --------- | -------- |
| Codie Grimsey  | Férfi 5 kilométeres hosszútávúszás  | 56:40.4   | 24       |
| Codie Grimsey  | Férfi 25 kilométeres hosszútávúszás | DNF       | DNF      |
| Trent Grimsey  | Férfi 5 kilométeres hosszútávúszás  | 56:33.4   | 16       |
| Trent Grimsey  | Férfi 25 kilométeres hosszútávúszás | 5:11:28.2 | 5        |
| Ky Hurst       | Férfi 10 kilométeres hosszútávúszás | 1:54:33.9 | 5        |
| Rhys Mainstone | Férfi 10 kilométeres hosszútávúszás | 1:55:51.5 | 30       |

Női
| Versenyző             | Esemény                           | Döntő     | Döntő    |
| Versenyző             | Esemény                           | Idő       | Helyezés |
| --------------------- | --------------------------------- | --------- | -------- |
| Bonnie Macdonald      | Női 5 kilométeres hosszútávúszás  | 1:01:08.3 | 21       |
| Danielle de Francesco | Női 5 kilométeres hosszútávúszás  | 1:00:46.8 | 8        |
| Danielle de Francesco | Női 10 kilométeres hosszútávúszás | 2:05:47.3 | 31       |
| Melissa Gorman        | Női 10 kilométeres hosszútávúszás | 2:02:12.0 | 4        |
| Tash Harrison         | Női 25 kilométeres hosszútávúszás | 5:53.35.4 | 14       |

Csapat
| Versenyző                              | Esemény               | Döntő   | Döntő     |
| Versenyző                              | Esemény               | Idő     | Helyezés  |
| -------------------------------------- | --------------------- | ------- | --------- |
| Melissa Gorman Ky Hurst Rhys Mainstone | Csapat hosszútávúszás | 57:01.8 | Ezüstérem |

## Úszás
Férfi
| Versenyző | Esemény                            | Selejtezők | Selejtezők | Elődöntők         | Elődöntők         | Döntő             | Döntő             |
| Versenyző | Esemény                            | Idő        | Helyezés   | Idő               | Helyezés          | Idő               | Helyezés          |
| --- | ---------------------------------- | ---------- | ---------- | ----------------- | ----------------- | ----------------- | ----------------- |
| Matthew Abood | Férfi 50 méteres gyorsúszás        | 22.17      | 9 Q        | 22.16             | 12                | Nem jutott tovább | Nem jutott tovább |
| Matt Targett | Férfi 50 méteres gyorsúszás        | 22.31      | 14 Q       | 22.09             | 9                 | Nem jutott tovább | Nem jutott tovább |
| Matt Targett | Férfi 50 méteres pillangóúszás     | 23.53      | 8 Q        | 23.41             | 7 Q               | 23.28             | Ezüstérem         |
| James Magnussen | Férfi 100 méteres gyorsúszás       | 48.21      | 2 Q        | 47.90             | 1 Q               | 47.63             | Aranyérem         |
| James Roberts | Férfi 100 méteres gyorsúszás       | 48.93      | 16 Q       | 48.49             | 10                | Nem jutott tovább | Nem jutott tovább |
| Kenrick Monk | Férfi 200 méteres gyorsúszás       | 1:48.42    | 16 Q       | 1:47.86           | 11                | Nem jutott tovább | Nem jutott tovább |
| Thomas Fraser-Holmes | Férfi 200 méteres gyorsúszás       | 1:48.86    | 22         | Nem jutott tovább | Nem jutott tovább | Nem jutott tovább | Nem jutott tovább |
| Thomas Fraser-Holmes | Férfi 400 méteres gyorsúszás       | 3:50.71    | 19         |                   |                   | Nem jutott tovább | Nem jutott tovább |
| Thomas Fraser-Holmes | Férfi 400 méteres vegyesúszás      | 4:18.49    | 13         |                   |                   | Nem jutott tovább | Nem jutott tovább |
| Ryan Napoleon | Férfi 400 méteres gyorsúszás       | 3:48.54    | 13         |                   |                   | Nem jutott tovább | Nem jutott tovább |
| Ryan Napoleon | Férfi 800 méteres gyorsúszás       | 7:56.84    | 13         |                   |                   | Nem jutott tovább | Nem jutott tovább |
| Jarrod Killey | Férfi 1500 méteres gyorsúszás      | 15:51.66   | 24         |                   |                   | Nem jutott tovább | Nem jutott tovább |
| Hayden Stoeckel | Férfi 50 méteres hátúszás          | 25.29      | 13 Q       | 25.20             | 10                | Nem jutott tovább | Nem jutott tovább |
| Hayden Stoeckel | Férfi 100 méteres hátúszás         | 54.05      | 9 Q        | 53.70             | 9                 | Nem jutott tovább | Nem jutott tovább |
| Ashley Delaney | Férfi 50 méteres hátúszás          | 25.33      | 14 Q       | 25.43             | 13                | Nem jutott tovább | Nem jutott tovább |
| Ashley Delaney | Férfi 200 méteres hátúszás         | 2:00.15    | 21         | nem jutott tovább | nem jutott tovább | nem jutott tovább | nem jutott tovább |
| Ben Treffers | Férfi 100 méteres hátúszás         | 53.89      | 6 Q        | 53.87             | 10                | Nem jutott tovább | Nem jutott tovább |
| Mitch Larkin | Férfi 200 méteres hátúszás         | 2:00.52    | 23         | Nem jutott tovább | Nem jutott tovább | Nem jutott tovább | Nem jutott tovább |
| Mitch Larkin | Férfi 200 méteres vegyesúszás      | 2:04.57    | 34         | Nem jutott tovább | Nem jutott tovább | Nem jutott tovább | Nem jutott tovább |
| Mitch Larkin | Férfi 400 méteres vegyesúszás      | 4:26.91    | 25         |                   |                   | Nem jutott tovább | Nem jutott tovább |
| Brenton Rickard | Férfi 50 méteres mellúszás         | 27.89      | 13 Q       | 27.80             | 13                | Nem jutott tovább | Nem jutott tovább |
| Brenton Rickard | Férfi 100 méteres mellúszás        | 1:00.48    | 13 Q       | 1:00.04           | 4 Q               | 1:00.11           | 5                 |
| Brenton Rickard | Férfi 200 méteres mellúszás        | 2:13.51    | 21         | Nem jutott tovább | Nem jutott tovább | Nem jutott tovább | Nem jutott tovább |
| Christian Sprenger | Férfi 100 méteres mellúszás        | 1:00.35    | 7 Q        | 1:00.44           | 10                | Nem jutott tovább | Nem jutott tovább |
| Craig Calder | Férfi 200 méteres mellúszás        | 2:13.90    | 26         | Nem jutott tovább | Nem jutott tovább | Nem jutott tovább | Nem jutott tovább |
| Geoff Huegill | Férfi 50 méteres pillangóúszás     | 23.27      | 2 Q        | 23.26             | 2 Q               | 23.35             | Bronzérem         |
| Geoff Huegill | Férfi 100 méteres pillangóúszás    | 51.83      | 3 Q        | 51.85             | 6 Q               | 52.36             | 8                 |
| Sam Ashby | Férfi 100 méteres pillangóúszás    | 52.27      | 10 Q       | 52.19             | 11                | Nem jutott tovább | Nem jutott tovább |
| Jayden Hadler | Férfi 200 méteres pillangóúszás    | 1:57.17    | 18         | Nem jutott tovább | Nem jutott tovább | Nem jutott tovább | Nem jutott tovább |
| Travis Nederpelt | Férfi 200 méteres pillangóúszás    | 2:00.98    | 32         | Nem jutott tovább | Nem jutott tovább | Nem jutott tovább | Nem jutott tovább |
| Kenneth To | Férfi 200 méteres vegyesúszás      | 1:59.02    | 3 Q        | 1:59.17           | 7 Q               | 1:59.26           | 7                 |
| James Magnussen Matt Targett Matthew Abood Eamon Sullivan Kyle Richardson* James Roberts*                                 | Férfi 4 × 100 méteres gyorsváltó   | 3:13.79    | 5 Q        |                   |                   | 3:11.00           | Aranyérem         |
| Thomas Fraser-Holmes Kenrick Monk Jarrod Killey Ryan Napoleon Tommaso D’Orsogna*                                          | Férfi 4 × 200 méteres gyorsváltó   | 7:11.80    | 4 Q        |                   |                   | 7:08.48           | 5                 |
| Hayden Stoeckel Brenton Rickard Geoff Huegill James Magnussen Ben Treffers* Christian Sprenger* Sam Ashby* James Roberts* | Férfi 4 × 100 méteres vegyes váltó | 3:34.88    | 5 Q        |                   |                   | 3:32.26           | Ezüstérem         |

- * Csak a selejtezőkben úsztak

Női
| Versenyző                                                                                   | Esemény                          | Selejtezők | Selejtezők | Elődöntők         | Elődöntők         | Döntő             | Döntő             |
| Versenyző                                                                                   | Esemény                          | Idő        | Helyezés   | Idő               | Helyezés          | Idő               | Helyezés          |
| ------------------------------------------------------------------------------------------- | -------------------------------- | ---------- | ---------- | ----------------- | ----------------- | ----------------- | ----------------- |
| Olivia Halicek                                                                              | Női 50 méteres gyorsúszás        | 25.18      | 12 Q       | 25.20             | 12                | Nem jutott tovább | Nem jutott tovább |
| Yolane Kukla                                                                                | Női 50 méteres gyorsúszás        | 25.11      | 9 Q        | 25.11             | 10                | Nem jutott tovább | Nem jutott tovább |
| Yolane Kukla                                                                                | Női 100 méteres gyorsúszás       | 54.37      | 6 Q        | 54.87             | 14                | Nem jutott tovább | Nem jutott tovább |
| Yolane Kukla                                                                                | Női 50 méteres pillangóúszás     | 27.24      | 24         | Nem jutott tovább | Nem jutott tovább | Nem jutott tovább | Nem jutott tovább |
| Alicia Coutts                                                                               | Női 100 méteres gyorsúszás       | 54.37      | 6 Q        | 53.78             | 3 Q               | 53.81             | 6                 |
| Alicia Coutts                                                                               | Női 100 méteres pillangóúszás    | 57.49      | 2 Q        | 57.41             | 4 Q               | 56.94             | Ezüstérem         |
| Alicia Coutts                                                                               | Női 200 méteres vegyesúszás      | 2:11.64    | 5 Q        | 2:10.65           | 4 Q               | 2:09.00           | Ezüstérem         |
| Bronte Barratt                                                                              | Női 200 méteres gyorsúszás       | 1:57.37    | 3 Q        | 1:56.90           | 6 Q               | 1:56.60           | 5                 |
| Bronte Barratt                                                                              | Női 400 méteres gyorsúszás       | 4:08.62    | 11         |                   |                   | Nem jutott tovább | Nem jutott tovább |
| Kylie Palmer                                                                                | Női 200 méteres gyorsúszás       | 1:57.42    | 5 Q        | 1:56.59           | 3 Q               | 1:56.04           | Ezüstérem         |
| Kylie Palmer                                                                                | Női 400 méteres gyorsúszás       | 4:06.38    | 5 Q        |                   |                   | 4:04.62           | 4                 |
| Katie Goldman                                                                               | Női 800 méteres gyorsúszás       | 8:28.35    | 5 Q        |                   |                   | 8:29.20           | 6                 |
| Melissa Gorman                                                                              | Női 800 méteres gyorsúszás       | 8:30.00    | 13         |                   |                   | Nem jutott tovább | Nem jutott tovább |
| Melissa Gorman                                                                              | Női 1500 méteres gyorsúszás      | 16:07.39   | 7 Q        |                   |                   | 16:05.98          | 5                 |
| Jessica Ashwood                                                                             | Női 1500 méteres gyorsúszás      | 16:25.85   | 15         |                   |                   | Nem jutott tovább | Nem jutott tovább |
| Emily Seebohm                                                                               | Női 50 méteres hátúszás          | 28.39      | 8 Q        | 28.19             | 8 Q               | 28.07             | 5                 |
| Emily Seebohm                                                                               | Női 100 méteres hátúszás         | 59.87      | 3 Q        | 59.54             | 4 Q               | 59.21             | 4                 |
| Belinda Hocking                                                                             | Női 50 méteres hátúszás          | 28.92      | 20         | Nem jutott tovább | Nem jutott tovább | Nem jutott tovább | Nem jutott tovább |
| Belinda Hocking                                                                             | Női 100 méteres hátúszás         | 1:00.23    | 6 Q        | 59.69             | 6 Q               | 59.53             | 6                 |
| Belinda Hocking                                                                             | Női 200 méteres hátúszás         | 2:08.50    | 4 Q        | 2:07.78           | 2 Q               | 2:06.06           | Ezüstérem         |
| Meagen Nay                                                                                  | Női 200 méteres hátúszás         | 2:08.50    | 4 Q        | 2:08.53           | 7 Q               | 2:08.69           | 6                 |
| Leisel Jones                                                                                | Női 50 méteres mellúszás         | 30.93      | 5 Q        | 31.14             | 5 Q               | 31.01             | 6                 |
| Leisel Jones                                                                                | Női 100 méteres mellúszás        | 1:07.72    | 6 Q        | 1:06.66           | 2 Q               | 1:06.25           | Ezüstérem         |
| Leiston Pickett                                                                             | Női 50 méteres mellúszás         | 31.07      | 6 Q        | 30.96             | 4 Q               | 30.74             | 4                 |
| Leiston Pickett                                                                             | Női 100 méteres mellúszás        | 1:08.06    | 11 Q       | 1:07.87           | 10                | Nem jutott tovább | Nem jutott tovább |
| Sally Foster                                                                                | Női 200 méteres mellúszás        | 2:27.07    | 6 Q        | 2:26.43           | 12                | Nem jutott tovább | Nem jutott tovább |
| Rebecca Kemp                                                                                | Női 200 méteres mellúszás        | 2:29.82    | 23         | Nem jutott tovább | Nem jutott tovább | Nem jutott tovább | Nem jutott tovább |
| Marieke Guehrer                                                                             | Női 50 méteres pillangóúszás     | 26.59      | 13 Q       | 26.12             | 6 Q               | 26.21             | 8                 |
| Jessicah Schipper                                                                           | Női 100 méteres pillangóúszás    | 57.86      | 4 Q        | 57.95             | 7 Q               | 57.95             | 7                 |
| Jessicah Schipper                                                                           | Női 200 méteres pillangóúszás    | 2:08.62    | 9 Q        | 2:06.93           | 6 Q               | 2:06.64           | 7                 |
| Stephanie Rice                                                                              | Női 200 méteres pillangóúszás    | 2:08.43    | 7 Q        | 2:07.32           | 8 Q               | 2:06.08           | 5                 |
| Stephanie Rice                                                                              | Női 200 méteres vegyesúszás      | 2:12.68    | 8 Q        | 2:09.65           | 1 Q               | 2:09.65           | 4                 |
| Stephanie Rice                                                                              | Női 400 méteres vegyesúszás      | 4:37.32    | 5 Q        |                   |                   | 4:34.23           | Bronzérem         |
| Samantha Hamill                                                                             | Női 400 méteres vegyesúszás      | 4:45.32    | 19         |                   |                   | Nem jutott tovább | Nem jutott tovább |
| Bronte Barratt Marieke Guehrer Merindah Dingjan Alicia Coutts Kelly Stubbins* Yolane Kukla* | Női 4 × 100 méteres gyorsváltó   | 3:38.35    | 5 Q        |                   |                   | 3:36.70           | 5                 |
| Bronte Barratt Blair Evans Angie Bainbridge Kylie Palmer Jade Neilsen*                      | Női 4 × 200 méteres gyorsváltó   | 7:55.68    | 6 Q        |                   |                   | 7:47.42           | Ezüstérem         |
| Belinda Hocking Leisel Jones Alicia Coutts Merindah Dingjan Stephanie Rice*                 | Női 4 × 100 méteres vegyes váltó | 3:59.62    | 4 Q        |                   |                   | 3:57.13           | Bronzérem         |

- * csak a selejtezőkban úsztak

## Szinkronúszás
Női
| Versenyző | Esemény               | Selejtező | Selejtező | Döntő               | Döntő               |
| Versenyző | Esemény               | Pont      | Helyezés  | Pont                | Helyezés            |
| --- | --------------------- | --------- | --------- | ------------------- | ------------------- |
| Eloise Amberger Sarah Bombell                                                                                         | Páros rövid program   | 76.400    | 26        | Nem jutottak tovább | Nem jutottak tovább |
| Eloise Amberger Sarah Bombell                                                                                         | Páros szabad program  | 76.690    | 26        | Nem jutottak tovább | Nem jutottak tovább |
| Eloise Amberger Sarah Bombell Olia Burtaev Tamika Domrow Bianca Hammett Louise McConnell Samantha Reid Li-Ching Yew   | Csapat rövid program  | 75.200    | 18        | Nem jutottak tovább | Nem jutottak tovább |
| Eloise Amberger Sarah Bombell Olia Burtaev Li-Ching Yew Tamika Domrow Bianca Hammett Jenny-Lyn Anderson Samantha Reid | Csapat szabad program | 76.720    | 17        | Nem jutottak tovább | Nem jutottak tovább |

Tartalék
- Amie Thompson

## Vízilabda

### Férfi
Keret
- Joel Dennerley
- Richard Campbell
- Timothy Cleland
- Mitchell Baird
- Robert Maitland
- Anthony Martin
- Aidan Joseph Roach
- Samuel McGregor – kapitány
- Aaron Younger
- Gavin Woods
- Rhys Howden
- William Miller
- Luke Quinliven

#### B csoport
| Csapat     | M | Gy | D | V | G+ | G– | Gk  | P |
| ---------- | - | -- | - | - | -- | -- | --- | - |
| Szerbia    | 3 | 3  | 0 | 0 | 41 | 19 | +22 | 6 |
| Ausztrália | 3 | 2  | 0 | 1 | 30 | 27 | +3  | 4 |
| Románia    | 3 | 1  | 0 | 2 | 27 | 31 | -4  | 2 |
| Kína       | 3 | 0  | 0 | 3 | 22 | 43 | –21 | 0 |

| 2011. július 18. 12:10 | Románia              | 8 – 9       | Ausztrália | Sanghaj Nézőszám: 500 Játékvezetők: Peris (CRO), Koganov (AZE) |
| 2011. július 18. 12:10 | (2–1, 2–1, 3–3, 1–4) |             |            | Sanghaj Nézőszám: 500 Játékvezetők: Peris (CRO), Koganov (AZE) |
| 2011. július 18. 12:10 | három játékos 2      | Jegyzőkönyv | Miller 3   | Sanghaj Nézőszám: 500 Játékvezetők: Peris (CRO), Koganov (AZE) |

| 2011. július 20. 21:00 | Ausztrália           | 12 – 7      | Kína               | Sanghaj Nézőszám: 550 Játékvezetők: Koryzna (POL), Pinker (RSA) |
| 2011. július 20. 21:00 | (1–2, 1–2, 3–2, 7–1) |             |                    | Sanghaj Nézőszám: 550 Játékvezetők: Koryzna (POL), Pinker (RSA) |
| 2011. július 20. 21:00 | Campbell, Younger 3  | Jegyzőkönyv | Pan Ning, Li Bin 2 | Sanghaj Nézőszám: 550 Játékvezetők: Koryzna (POL), Pinker (RSA) |

| 2011. július 22. 19:40 | Szerbia              | 12 – 9      | Ausztrália      | Sanghaj Nézőszám: 550 Játékvezetők: Caputi (ITA), Bock (GER) |
| 2011. július 22. 19:40 | (5–3, 2–1, 3–2, 2–3) |             |                 | Sanghaj Nézőszám: 550 Játékvezetők: Caputi (ITA), Bock (GER) |
| 2011. július 22. 19:40 | Filipović 5          | Jegyzőkönyv | három játékos 2 | Sanghaj Nézőszám: 550 Játékvezetők: Caputi (ITA), Bock (GER) |

#### A negyeddöntőbe jutásért
| 28. mérkőzés 2011. július 24. 15:30 | Spanyolország        | 9 – 8       | Ausztrália      | Sanghaj Nézőszám: 750 Játékvezetők: Brgulian (MNE), Rotsart (USA) |
| 28. mérkőzés 2011. július 24. 15:30 | (2–1, 3–1, 3–4, 1–2) |             |                 | Sanghaj Nézőszám: 750 Játékvezetők: Brgulian (MNE), Rotsart (USA) |
| 28. mérkőzés 2011. július 24. 15:30 | Perrone, García 3    | Jegyzőkönyv | három játékos 2 | Sanghaj Nézőszám: 750 Játékvezetők: Brgulian (MNE), Rotsart (USA) |

#### A 9–12. helyért
| 34. mérkőzés 2011. július 26. 12:40 | Ausztrália           | 15 – 9      | Japán   | Sanghaj Játékvezetők: Ciric (SRB), Ni (CHN) |
| 34. mérkőzés 2011. július 26. 12:40 | (6–4, 1–1, 3–1, 5–3) |             |         | Sanghaj Játékvezetők: Ciric (SRB), Ni (CHN) |
| 34. mérkőzés 2011. július 26. 12:40 | három játékos 3      | Jegyzőkönyv | Takei 3 | Sanghaj Játékvezetők: Ciric (SRB), Ni (CHN) |

#### A 9. helyért
| 40. mérkőzés 2011. július 28. 10:50 | Kanada               | 6 – 8       | Ausztrália | Sanghaj Nézőszám: 300 Játékvezetők: Brgulian (MNE), Ni (CHN) |
| 40. mérkőzés 2011. július 28. 10:50 | (2–0, 1–2, 2–3, 1–3) |             |            | Sanghaj Nézőszám: 300 Játékvezetők: Brgulian (MNE), Ni (CHN) |
| 40. mérkőzés 2011. július 28. 10:50 | Graham 3             | Jegyzőkönyv | Younger 2  | Sanghaj Nézőszám: 300 Játékvezetők: Brgulian (MNE), Ni (CHN) |

### Női
Keret
- Alicia McCormack
- Gemma Jane Beadsworth
- Sophie Elizabeth Smith
- Rebecca Marie Rippon
- Jane Moran
- Alice Bronwen Knox
- Rowena Evelyn Webster
- Kate Maree Gynther – Kapitány
- Glencora Ralph
- Holly Jane Lincoln Smith
- Melissa Alison Rippon
- Nicola Maree Zagame
- Victoria Jayne Brown

#### B csoport
| Csapat      | M | Gy | D | V | G+ | G– | Gk  | P |
| ----------- | - | -- | - | - | -- | -- | --- | - |
| Kanada      | 3 | 3  | 0 | 0 | 43 | 17 | +26 | 6 |
| Ausztrália  | 3 | 2  | 0 | 1 | 46 | 16 | +30 | 4 |
| Új-Zéland   | 3 | 1  | 0 | 2 | 27 | 29 | −2  | 2 |
| Üzbegisztán | 3 | 0  | 0 | 3 | 14 | 68 | −54 | 0 |

| 2011. július 17. 12:10 | Ausztrália           | 7 – 10      | Kanada       | Sanghaj Nézőszám: 500 Játékvezetők: Stavridis (GRE), Bock (GER) |
| 2011. július 17. 12:10 | (0–2, 2–3, 2–3, 3–2) |             |              | Sanghaj Nézőszám: 500 Játékvezetők: Stavridis (GRE), Bock (GER) |
| 2011. július 17. 12:10 | Webster 2            | Jegyzőkönyv | öt játékos 2 | Sanghaj Nézőszám: 500 Játékvezetők: Stavridis (GRE), Bock (GER) |

| 2011. július 19. 10:50 | Ausztrália           | 12 – 4      | Új-Zéland | Sanghaj Nézőszám: 450 Játékvezetők: Ni (CHN), Pinker (RSA) |
| 2011. július 19. 10:50 | (3–0, 2–0, 4–2, 3–2) |             |           | Sanghaj Nézőszám: 450 Játékvezetők: Ni (CHN), Pinker (RSA) |
| 2011. július 19. 10:50 | Ralph 3              | Jegyzőkönyv | Mason 2   | Sanghaj Nézőszám: 450 Játékvezetők: Ni (CHN), Pinker (RSA) |

| 2011. július 21. 18:20 | Ausztrália           | 27 – 2      | Üzbegisztán          | Sanghaj Nézőszám: 400 Játékvezetők: Wengenroth (SUI), Gonzalez (PUR) |
| 2011. július 21. 18:20 | (3–1, 9–0, 6–1, 9–0) |             |                      | Sanghaj Nézőszám: 400 Játékvezetők: Wengenroth (SUI), Gonzalez (PUR) |
| 2011. július 21. 18:20 | három játékos 4      | Jegyzőkönyv | Sarancha, Plyusova 1 | Sanghaj Nézőszám: 400 Játékvezetők: Wengenroth (SUI), Gonzalez (PUR) |

#### A negyeddöntőbe jutásért
| 28. mérkőzés 2011. július 23. 15:30 | Magyarország         | 9 – 10      | Ausztrália | Sanghaj Nézőszám: 900 Játékvezetők: Margeta (SLO), Borrell (ESP) |
| 28. mérkőzés 2011. július 23. 15:30 | (2–3, 2–2, 1–3, 4–2) |             |            | Sanghaj Nézőszám: 900 Játékvezetők: Margeta (SLO), Borrell (ESP) |
| 28. mérkőzés 2011. július 23. 15:30 | négy játékos 2       | Jegyzőkönyv | Webster 4  | Sanghaj Nézőszám: 900 Játékvezetők: Margeta (SLO), Borrell (ESP) |

#### Negyeddöntő
| 38. mérkőzés 2011. július 25. 16:40 | Olaszország               | 14 – 12 (h. u.) | Ausztrália     | Sanghaj Nézőszám: 550 Játékvezetők: Juhász (HUN), Borrell (ESP) |
| 38. mérkőzés 2011. július 25. 16:40 | (0–1, 4–0, 4–6, 0–1, 1–1) |                 |                | Sanghaj Nézőszám: 550 Játékvezetők: Juhász (HUN), Borrell (ESP) |
| 38. mérkőzés 2011. július 25. 16:40 | Bianconi 4                | Jegyzőkönyv     | négy játékos 2 | Sanghaj Nézőszám: 550 Játékvezetők: Juhász (HUN), Borrell (ESP) |
| 38. mérkőzés 2011. július 25. 16:40 | Büntetőpárbaj:            |                 |                | Sanghaj Nézőszám: 550 Játékvezetők: Juhász (HUN), Borrell (ESP) |
| 38. mérkőzés 2011. július 25. 16:40 | 5 – 3                     |                 |                | Sanghaj Nézőszám: 550 Játékvezetők: Juhász (HUN), Borrell (ESP) |

#### Az 5. helyért
| 46. mérkőzés 2011. július 29. 10:55 | Egyesült Államok     | 5 – 10      | Ausztrália | Sanghaj Nézőszám: 250 Játékvezetők: Deslieres (CAN), Peris (CRO) |
| 46. mérkőzés 2011. július 29. 10:55 | (2–1, 0–4, 2–4, 1–1) |             |            | Sanghaj Nézőszám: 250 Játékvezetők: Deslieres (CAN), Peris (CRO) |
| 46. mérkőzés 2011. július 29. 10:55 | Villa, Dries 2       | Jegyzőkönyv | Knox 4     | Sanghaj Nézőszám: 250 Játékvezetők: Deslieres (CAN), Peris (CRO) |